# ترفندهای نو
ترفندهای نو (انگلیسی: New Tricks) یک مجموعه تلویزیونی پلیسی بریتانیایی است که مابین سال‌های ۲۰۰۳ تا ۲۰۱۵ میلادی از شبکهٔ بی‌بی‌سی وان پخش شد.

## بازیگران
- دنیس واترمن
- آماندا ردمن
- الون آرمسترانگ
- جیمز بولام
- آنتونی کاف
- دنیس لاسن
- نیکلاس لیندهورست
- تامزین آوث‌ویت
- لری لمب
- گراهام پونتنی
- ایوا پوپ
- دین اندروز
- جیمی آکینگبولا
- لیان بست
- کیلی فورسایت
- ویکی پپرداین